# تایگام، کوئینزلند
تایگام (به انگلیسی: Taigum) یک حومه شهر در استرالیا است که در کوئینزلند واقع شده‌است.